# Авария Boeing 747 в Гонконге
Авария Boeing 747 в Гонконге — авиационная авария, произошедшая 4 ноября 1993 года. Авиалайнер Boeing 747-409 авиакомпании China Airlines выполнял плановый регулярный рейс CI605 (позывной — Dynasty 605) по маршруту Тайбэй—Гонконг, но после посадки в пункте назначения в условиях шторма выкатился за пределы взлётной полосы аэропорта Гонконга и скатился в пролив Виктория. Никто из находившихся на борту, 296 человек (274 пассажира и 22 члена экипажа), не погиб. 23 пассажира получили ранения.
Авария рейса 605 стала первым происшествием в истории самолёта Boeing 747-400.

## Сведения о рейсе 605

### Самолёт
Boeing 747-409 (регистрационный номер B-165, заводской 24313, серийный 966) был выпущен в 1993 году (первый полёт совершил 6 мая). 8 июня того же года был передан авиакомпании China Airlines. Оснащён четырьмя турбовентиляторными двигателями Pratt & Whitney PW4056. К моменту аварии совершил 359 циклов «взлёт-посадка» и налетал 1969 часов.

### Экипаж
- Командир воздушного судна (КВС) — 47 лет, очень опытный пилот, проходил службу в ВВС Китайской Республики, где пилотировал истребитель F-104. В авиакомпании China Airlines проработал 9 лет (с 1984 года). Управлял самолётами Boeing 707 (вторым пилотом), Boeing 767 (вторым пилотом, затем КВС) и Boeing 747-200. В должности командира Boeing 747-400 — с марта 1990 года. Налетал 12 469 часов, 3559 из них на Boeing 747-400.
- Второй пилот — 37 лет, опытный пилот, проходил службу в армии Китайской Республики, где управлял самолётами Dornier Do 228 и Saab 340. В авиакомпанию China Airlines устроился в июле 1992 года (проработал в ней 1 год и 4 месяца) на должность второго пилота Boeing 747-400. Налетал 5705 часов, 908 из них Boeing 747-400[3].

В салоне самолёта работали 20 бортпроводников.

## Хронология событий

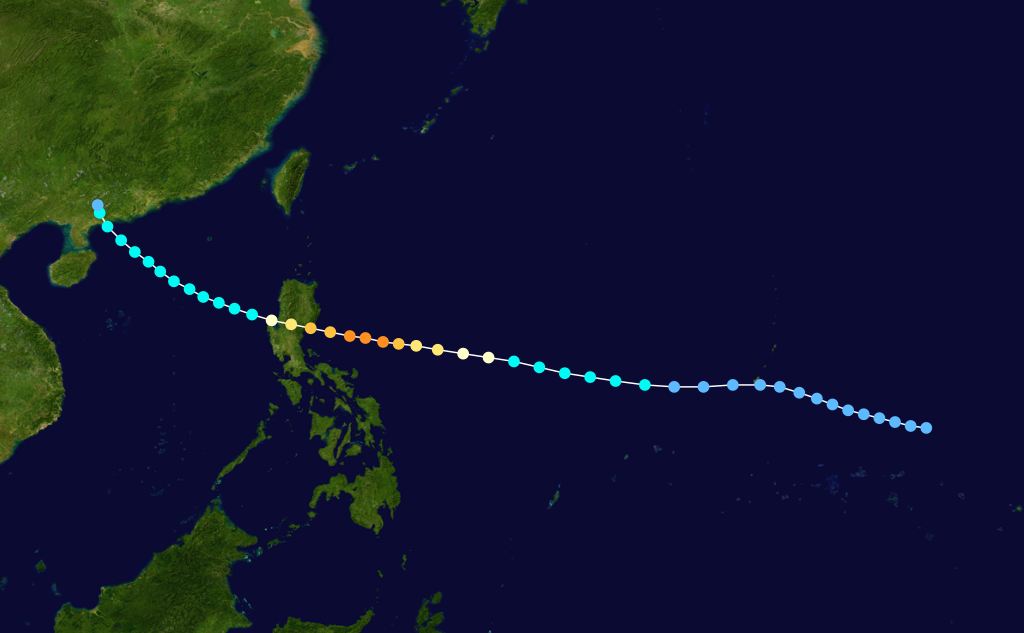
Схема передвижения тропического шторма «Ира»

Рейс CI605 вылетел из аэропорта Тайбэя в 02:20 UTC (расчётное время полёта — 1 час 15 минут), на его борту находились 22 члена экипажа и 274 пассажира. Полёт до Гонконга до 03:17 прошёл без происшествий.
В 03:35 рейс 605 приземлился на ВПП № 13 аэропорта Кайтак на 640 метров ниже установленного порога ВПП на скорости 280 км/ч. В это время бушевавший в Гонконге тропический шторм «Ира» образовывал на этой ВПП сильный боковой ветер (скорость 37 км/ч, курс 070°).
Пилоты получили несколько сигналов GPWS о сдвиге ветра и отклонении от глиссады, а также наблюдали серьёзные изменения скорости лайнера перед посадкой. КВС отключил автопилот и начал управлять самолётом вручную, при этом отключив автомат тяги. После посадки лайнера на ВПП управление на себя взял второй пилот и попытался удержать самолёт на центральной линии полосы, но его действия были слишком резкими. До этого КВС непреднамеренно увеличил мощность двигателей, вместо того чтобы активировать реверс. Автоматические тормоза были установлены недостаточно эффективно, а затем через несколько секунд после приземления были отключены из-за увеличения мощности двигателей. Реверс был активирован ненадолго,  затем был отключён (также из-за увеличения мощности двигателей). Это заставляло самолёт «плыть» по ВПП, делая реверс неэффективным до тех пор, пока он снова не был активирован. Когда второй пилот наконец заметил, что спойлеры отключены и реверс не сработал, КВС тут же применил ручное торможение и реверс.
После того, как лайнер выкатился за пределы ВПП, КВС в последней попытке избежать столкновения самолёта с огнями высокой интенсивности ВПП №31, его резко развернуло вправо. Рейс CI605 скатился в пролив Виктория и остановился на мелководье, при этом развернувшись на 180°.
За 13 минут до посадки рейса CI605 экипаж самолёта British Airways отказался заходить на ВПП №13 и ушёл на запасной аэродром.
Сразу после того, как рейс 605 остановился на мелководье, бортпроводники объявили пассажирам об эвакуации и попросили надеть спасательные жилеты. Пассажиры были эвакуированы из 8-ми аварийных выходов на нижней палубе из 10-ти (все эти выходы, как и на всех Boeing 747, были оборудованы надувными эвакуационными трапами и плотами для аварийного спуска на воду). После аварии хвостовая часть лайнера наполовину ушла под воду, а носовая часть с кабиной пилотов осталась на поверхности; также был существенно повреждён нос самолёта. Все 296 человек на борту самолёта выжили, 23 из них получили лёгкие травмы.

## Расследование
Расследование причин аварии рейса CI605 проводил Департамент гражданской авиации Гонконга.
Окончательный отчёт расследования был опубликован в августе 1995 года.
Согласно отчёту, авария произошла из-за невыполнения командиром рейса CI605 обязательной процедуры по уходу на второй круг, когда он наблюдал серьёзные изменения скорости самолёта и получал сигналы GPWS о сдвиге ветра, а также наблюдал отклонение от глиссады. Также выяснилось, что у второго пилота не было достаточного опыта управления Boeing 747-400 при посадке в условиях бокового ветра.
Авиакомпания China Airlines также подверглась критике за то, что в их руководствах нет чёткой процедуры посадки самолётов при боковом ветре, которая могла бы помочь пилотам рейса 605. В отчёте следователи рекомендовали авиакомпанию China Airlines пересмотреть свои руководства и лётную подготовку экипажей.

## Последствия аварии

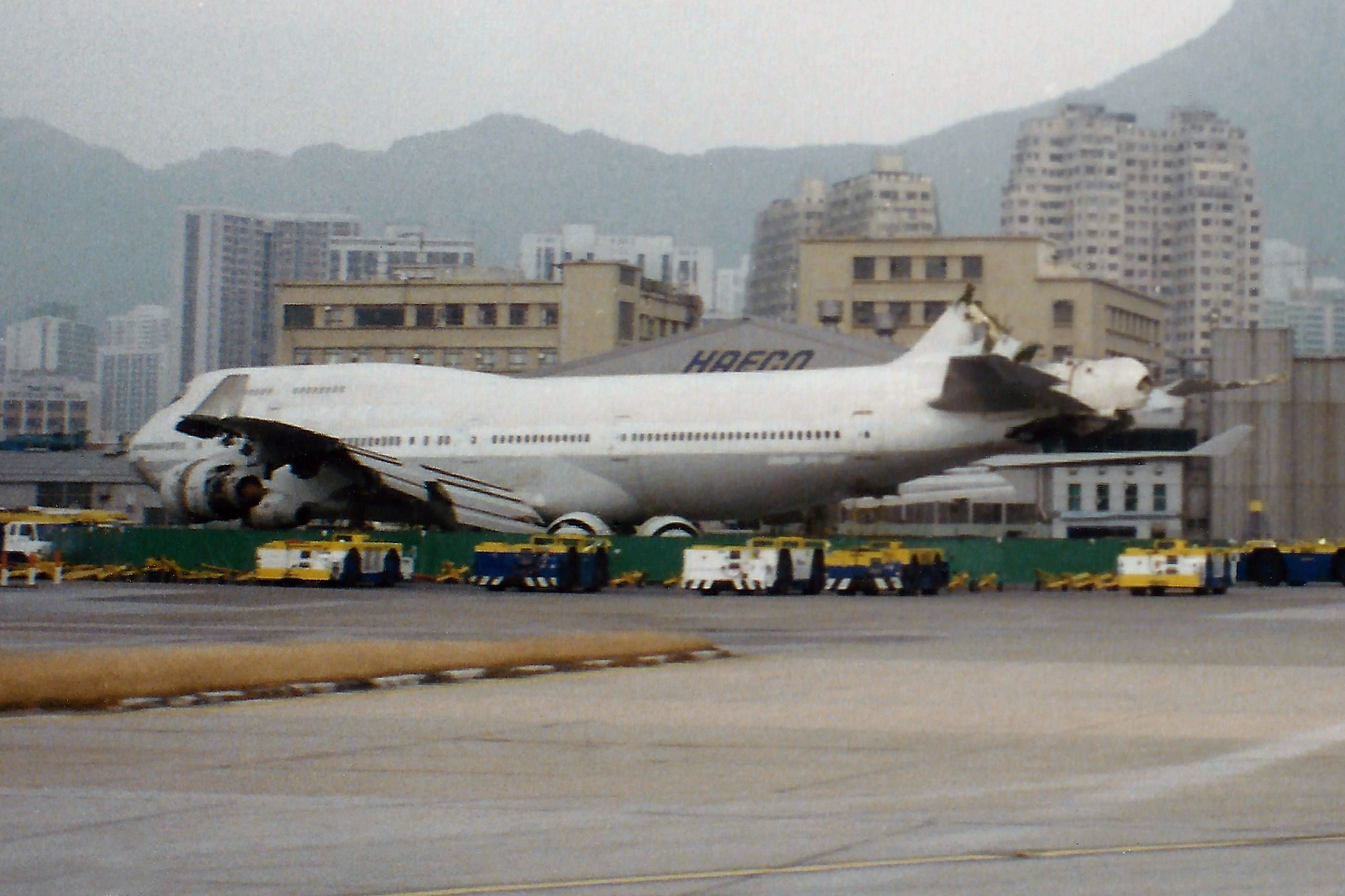
Пострадавший самолёт через несколько дней после аварии

Boeing 747-409 борт B-165 был серьёзно повреждён и в дальнейшем списан. Его вертикальный хвостовой стабилизатор был взорван динамитом вскоре после аварии. Надпись China Airlines и китайские иероглифы были закрашены, как и часть ливреи на фюзеляже, чтобы скрыть принадлежность самолёта к этой авиакомпании. После аварии самолёт хранился возле здания HAECO (организации, занимающийся техническим обслуживанием самолётов) для использования в практике пожаротушения. 
Несмотря на аварию, авиакомпания China Airlines не меняла номер рейса на маршруте Тайбэй—Гонконг CI605 до 2015 года. После этого стали использоваться номера CI903, CI641, CI909, CI915, CI919, CI923, CI921 и CI601. Собственно перелёт из Тайбэя в Гонконг выполняют Boeing 747, Airbus A330, Airbus A350 и Boeing 737, но аэропорт назначения сменился — вместо аэропорта Кайтак China Airlines обслуживает аэропорт Чхеклапкок.